# 비아트리스
비아트리스(Viatris Inc.)는 펜실베이니아주 캐논스버그에 본사를 둔 미국의 글로벌 제약 및 의료 기업이다. 이 회사는 2020년 11월 16일 화이자의 기존 사업부인 마일란과 업존(Upjohn)의 합병을 통해 설립되었다.
회사 이름은 경로를 의미하는 라틴어 via와 3을 의미하는 tris에서 유래되었으며, 이는 회사가 설정한 세 가지 주요 목표인 의약품에 대한 접근성 확대, 혁신을 통한 환자 요구 충족, 의료 커뮤니티의 신뢰 획득이라는 세 가지 주요 목표를 달성하는 경로를 의미한다.
비아트리스는 2020년 총 수익을 기준으로 2021년 포춘 500대 미국 최대 기업 순위에서 254위를 차지했다.